# Mick Hart
Pour les articles homonymes, voir Hart.
Mick Hart est un auteur-compositeur-interprète australien, né le 8 mai 1970 à Gunnedah en Australie et mort le 25 août 2020à Sydney. Sa musique acoustique oscille entre folk, blues et roots. Il a vécu en France en donnant de nombreux concerts.

## Discographie
- 1998 : Release
- 1999 : Kill Yourself for Love
- 2001 : Still the Flowers Bloom
- 2001 : Watching it Fade
- 2002 : Upside Down in the Full Face of Optimism
- 2003 : If You Could
- 2004 : No Compromise
- 2006 : Rewind
- 2007 : Finding Home
- 2009 : What lies Beneath
- 2012 : Side by Side
- 2014 : Under a Vacant Sky